# Souverainisme
 (avril 2020).
Si vous disposez d'ouvrages ou d'articles de référence ou si vous connaissez des sites web de qualité traitant du thème abordé ici, merci de compléter l'article en donnant les références utiles à sa vérifiabilité et en les liant à la section « Notes et références ».
Le souverainisme est, selon ses promoteurs initiaux, une doctrine politique soutenant la préservation de la souveraineté nationale d'un pays par rapport à des instances supranationales. Le concept peut couvrir celui de souveraineté économique.
La notion de souveraineté est ancienne. Sa première application à l'État moderne date de la fin du XVIe siècle avec le travail séminal de Jean Bodin.
La définition de la souveraineté retenue aujourd'hui en droit est celle énoncée par Louis Le Fur à la fin du XIXe siècle : « La souveraineté est la qualité de l'État de n'être obligé ou déterminé que par sa propre volonté, dans les limites du principe supérieur du droit, et conformément au but collectif qu'il est appelé à réaliser.
Sur le plan théorique, le terme peut se comprendre de quatre manières différentes selon S.D Krasner :
- Souveraineté domestique - Contrôle effectif sur un territoire exercé par une autorité située à l'intérieur du même territoire.
- Souveraineté d'interdépendance - Contrôle effectif des mouvements de population aux frontières de ce territoire.
- Souveraineté devant le droit international - Reconnaissance formelle de l'autorité par les autres États souverains.
- Souveraineté Westphalienne - Il n'y a pas d'autorité autre que l'autorité souveraine exerçant un pouvoir étatique au sein du territoire[3].

La notion n'a pas de définition universellement reconnue au niveau théorique. Néanmoins, sur le plan politique elle peut rassembler un certain nombre de citoyens opposés à l'Union européenne, ou hostiles à certains aspects de celle ci. Ainsi, en France et dans d'autres pays européens, le souverainisme est entendu comme une opposition à la fédéralisation de l'Union européenne. En effet, ce fédéralisme reviendrait à limiter la souveraineté nationale, une constitution fédérale répartissant les compétences de l'Union et celles des États membres. Ainsi, les souverainistes désirent que les nations, compris comme groupes sociaux constitués, gardent un contrôle entier sur leurs politiques.
Au Québec, le souverainisme québécois se traduit par une opposition au fédéralisme canadien.
Si on utilise le terme de pays dans le sens de pays indépendant (comme les 193 de l'ONU) et si on utilise le terme national dans le sens de relatif à un pays indépendant, alors « la » doctrine politique ci-haut ne s'applique pas au Québec et le terme souverainisme renvoie alors à deux concepts distincts, car le Québec n'est pas indépendant et il n'y a pas d'instances supranationales que lesdits souverainistes québécois cherchent à combattre ; historiquement, les souverainistes québécois ont même fait la promotion de la création de telles instances, d'abord la promotion d'une union confédérale avec le Reste-du-Canada (du manifeste Option Québec en 1967 jusqu'à au moins le référendum de 1995 par l'entente tripartite du 12 juin), puis la promotion de l'accord de libre-échange Canada-États-Unis à la fin des années 1980 (à partir de l'arrivée de Parizeau en tant que chef), adopté en ~1989 puis devenu ALÉNA en ~1994.
À la suite de l'élection en 2017 d'Emmanuel Macron à la présidence de la République française, le thème d'un « souverainisme européen », liant les États membres de l'Union européenne, est repris par de nombreux médias.

## Définition et typologie du souverainisme
Selon le politologue Thomas Guénolé, le souverainisme est « une doctrine politique prônant l’indépendance d’une nation, son autonomie ou un surcroît d’autonomie, à l’égard d’un échelon de pouvoir qui la surplombe ».
Dans sa « théorie générale du souverainisme », il distingue par ailleurs quatre grandes familles de souverainisme :
le souverainisme civique, fondé sur le concept de nation civique, par exemple l’indépendantisme américain ;
le souverainisme ethnoculturel, fondé sur le concept de nation ethnique, par exemple l’autonomisme hongrois dans l’empire d’Autriche-Hongrie ;
le souverainisme marxiste-révolutionnaire, où l’indépendantisme est un instrument au service de la révolution communiste, par exemple le Vietnam d’Hô Chi Minh ;
le souverainisme économique, par exemple les opposants à l’union monétaire supranationale de la zone euro.

## En France

### De Gaulle et la souveraineté
L'un des principaux personnages inspirant la pensée souverainiste reste Charles de Gaulle. En effet, la notion de souveraineté a une place particulière dans la pensée de De Gaulle. Pour lui, la notion de souveraineté se confond avec celle de Nation, de l'État qui y est associé et de la Démocratie qui implique la maîtrise de l'Etat par la Nation. Ainsi, pour De Gaulle "Pour marcher droit vers un but, il faut que la Nation soit guidée par un Etat cohérent, ordonné, concentré, capable de choisir et d’appliquer impartialement les mesures commandées par le salut public". De plus pour de Gaulle, "La démocratie se confond exactement, pour moi, avec la souveraineté nationale. La démocratie c’est le gouvernement du peuple par le peuple, et la souveraineté nationale, c’est le peuple exerçant sa souveraineté sans entrave "
Même si la France de De Gaulle opte pour l’Europe, il semble que les le Traité de Rome de 1957, ne soient guère différents des traités internationaux de l’époque aux yeux des rédacteurs de la Constitution de la Ve République du 5 octobre qui ne jugent pas nécessaire de faire une mention particulière de l’Europe. Ainsi, le Traité n'impliquait pas de coopération politique poussée mais une coopération économique.
La souveraineté est nécessairement bornée. Néanmoins, la Nation se doit de conserver une autonomie de décision aussi large que possible, dans les domaines jugés stratégiques pour la nation, garder un système cohérent d’appréciation et de décision. Cela entre en contradiction directe avec le principe de subsidiarité afférent aux Institutions de l'Union européenne actuelles, qui implique de déléguer certains attributs de la souveraineté nationale à l'échelon supranational.

### Développement récent

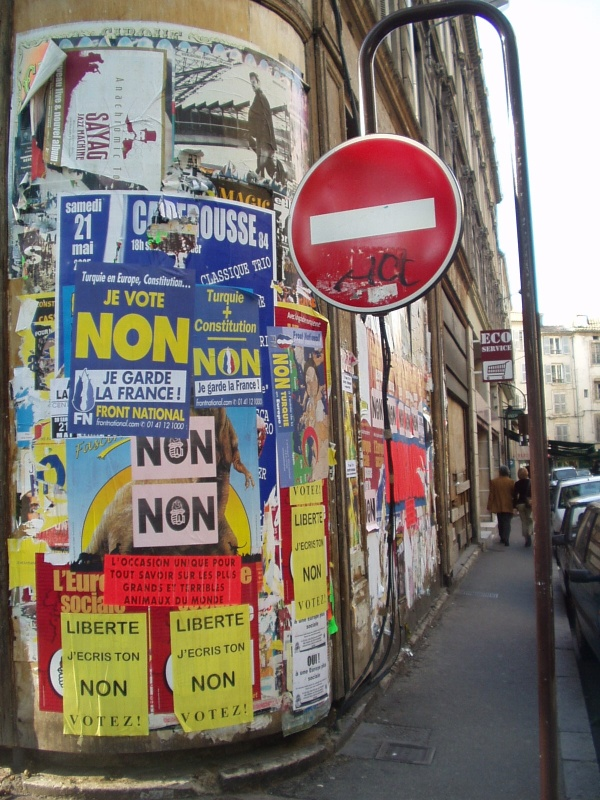
Affiches de campagne en faveur du « Non » à la Constitution Européenne de 2005.

D'après l'historien Christophe Le Dréau, le Mouvement pour l’indépendance de l’Europe (MIE), fondé en 1968 par Georges Gorse, Robert Boulin, Pierre Messmer, Jacques Vendroux et Jean Foyer, est « probablement la plus ancienne association qui mériterait l’appellation de souverainiste ».
Alors que les opposants aux traités européens avaient été désignés jusqu'ici par des termes négatifs (« anti-cédistes », « anti-marketeers », « anti-européens » ou « eurosceptiques »), Christophe Le Dréau relève que le terme souverainisme apparaît en 1997 « dans un triple contexte : les élections législatives en France, la ratification du traité d'Amsterdam qui révise et complète celui de Maastricht, l’approche des élections européennes de 1999 qui s’annoncent prometteuses depuis les succès de Philippe de Villiers à celles de 1994. Le terme a pour principal intérêt de mettre en avant une culture politique plus positive, pour une Autre Europe [...] ».
Le terme « se diffuse et se popularise essentiellement à partir de 2001 à l’occasion des combats contre l’euro et l’abandon du franc » ; il intègre l’édition 2003 du dictionnaire Hachette. La paternité du terme est discutée : Bernard Chalumeau et Francis Choisel, Paul-Marie Coûteaux, Jacques Dauer et Alain Griotteray la revendiquent. Philippe Boulanger estime que Paul-Marie Coûteaux et William Abitbol « jettent les bases de la doctrine souverainiste » dans un long article publié par Le Monde en 1999. D'après Gaël Brustier, « Le terme souverainisme a été importé du Québec par Philippe Rossillon [premier rapporteur général du Haut comité pour la défense et l’expansion de la langue française, en 1966] au cours des années 1990, alors que le référendum sur le traité de Maastricht a contribué à redéfinir le débat politique en France ».
L'universitaire Emmanuelle Reungoat définit les partis souverainistes en France comme « revendiquant une défense de la souveraineté nationale de la France et s’opposant donc à une intégration conséquente de celle-ci dans l’Union européenne », et « qui, s’ils ne répondent pas nécessairement au qualificatif de mono-causal, font de la souveraineté nationale un des fondements principaux de leur doctrine (si ce n’est sa totalité) et qui se sont créés en opposition à l’intégration européenne » ; elle définit ainsi comme souverainistes le Pôle républicain, le Mouvement pour la France, Debout la France et le Rassemblement pour la France. Elle relève que « ces formations récusent aujourd’hui [en 2009] ce qualificatif dans leur stratégie de communication (tout en l’acceptant souvent en interne), celui-ci étant ainsi devenu stigmatisant dans l’espace politique ». Elle considère que « le souverainisme reste plutôt une opposition de droite », qui « se fait souvent au nom de valeurs identitaires », et juge « plus judicieux de parler « d'alter européens » à gauche ».
Le politologue Pascal Perrineau estime que « souvent, les partis souverainistes (Debout la France, Mouvement pour la France, Union populaire républicaine) se retrouvent sur des positions proches » de celles du Front national en matière de « choix de type protectionniste et nationaliste », et « la plupart du temps très éloignées des choix des partis de la droite classique et du centre ».
Le souverainisme milite dans certains cas pour une « Europe des nations », afin que chaque pays voie ses différences et son autonomie respectées. Ses défenseurs se dénomment eurosceptiques – en opposition aux fédéralistes européens qui souhaitent les États-Unis d'Europe et militent pour une Europe fédérale intégrée. Ce courant est parfois aussi qualifié d'europhile.
Le souverainisme est donc opposé au fédéralisme, mais certains de ses adversaires[Qui ?] estiment qu'il recouvre parfois un nationalisme non assumé, particulièrement en France pour les partis s'en réclamant (cf liste ci-dessous). Ses adversaires estiment que ce courant s'oppose en réalité à toute idée de construction européenne par son refus de lui attribuer un pouvoir politique réel. Charles Maurras a aussi donné en son temps une définition du fédéralisme, respectant les peuples et les identités. Or beaucoup de souverainistes sont favorables à une construction européenne dans laquelle les États ne transféreraient pas des pouvoirs qu'ils ne peuvent récupérer mais plutôt des compétences susceptibles d'être récupérées lorsque les décisions prises à la majorité qualifiée ne sont plus conformes aux intérêts nationaux et pour éviter qu'un État membre ne soit contraint d'appliquer des directives qui peuvent lui être défavorables.

### Souverainisme de gauche, souverainisme de droite
Le souverainisme dénonce le libre-échange international et la mondialisation, estimant que ceux-ci se font au détriment de la France et plus largement des nations européennes.
Il est incarné à droite par Paul-Marie Coûteaux, Marine Le Pen (au moins durant la campagne de 2017, jusqu'à finalement renoncer après), cela entrainant entre autres le départ de Florian Philippot et la création du parti Les Patriotes.
Des personnalités politiques comme Philippe de Villiers, Charles Pasqua et Philippe Séguin issues pour le premier de l'UDF et pour les deux derniers du RPR, collaborent entre 1990 et 1995 au sein du mouvement Union pour la France. Cette collaboration sera renouvelée plus tard au sein d'une alliance Séguin - De Villiers pour les élections européennes de 1999 à tendance nettement plus souverainiste.
À gauche, certaines figures, comme Max Gallo, incarnent un souverainisme. Dans les années 2010, celui-ci est également représenté par Jean-Pierre Chevènement, Arnaud Montebourg, puis par Jean-Luc Mélenchon, François Ruffin ou Coralie Delaume. Ceux-ci dénoncent en particulier la politique économique menée par l'Union européenne, comme contraire aux intérêts de l'emploi industriel en France.
En ce sens, les souverainistes de droite peuvent rejoindre les positions adoptées par les antimondialistes, situées à gauche ou à l'extrême gauche. Certains souverainistes de gauche estiment que leur projet est incompatible avec celui de la droite, et qu' « il existe différentes conceptions bien distinctes de la souveraineté ».
Le souverainisme français est fortement empreint de jacobinisme, très centralisateur. Il se montre donc très critique envers le libéralisme à la fois moral, économique et politique, ou culturel, mais aussi envers le multiculturalisme. D'un point de vue culturel, les prises de positions respectives de Max Gallo, Nicolas Dupont-Aignan, Philippe de Villiers, Marine Le Pen, Jean-Luc Mélenchon, Jean-Pierre Chevènement ou François Asselineau sur la question des langues régionales montrent une forte opposition à leur reconnaissance institutionnelle prévue dans la charte européenne des langues régionales.
Avec les candidatures de François Asselineau, Marine Le Pen, Nicolas Dupont-Aignan, Jacques Cheminade et Jean-Luc Mélenchon, Le Monde estime en 2017 que « rarement le souverainisme n’aura été aussi présent dans une campagne présidentielle ».  Pour La France insoumise, Jean-Luc Mélenchon se définit en 2017 comme un « indépendantiste français » et regrette le sens nationaliste qu'à pris pour lui le mot souverainisme. Certains aspects souverainistes au sein de LFI sont mis au second plan en 2018 lors du départ de Georges Kuzmanovic et de la création de République souveraine. En 2022, Jean-Luc Mélenchon fait campagne sur le thème d'une France « non alignée » et « altermondialiste », déclaration vouloir sortir le pays de l’Otan et s’opposant aux livraisons d’armes à l’Ukraine. Il s'oppose à l’idée même d’une Europe de la défense, selon lui, inféodée à l'OTAN.
Lors des Élections législatives de 2022, le parti Debout la France avec les Patriotes de Florian Philippot et Génération Frexit de Charles Henri-Gallois décident de se coordonner au sein de l'Union pour la France (sans lien avec celle du milieu des années 90) et font élire Nicolas Dupont-Aignan à l'assemblée nationale. Il n'est pas réélu en 2024.
Cependant pour le politologue et ancien membre de la France insoumise Thomas Guénolé, qui distingue quatre grandes familles à l'intérieur du mouvement souverainiste, "les divisions entre souverainistes sont trop profondes". « Quand, pour l'un, la nation c'est essentiellement tradition, langue, culture, gastronomie, art de vivre, et que pour Jean-Luc Mélenchon, la nation est strictement un contrat civique d'association politique entre les citoyens, où il n'y a pas de dimension culturelle, c'est quand même difficile de gouverner ensemble ».

### Mouvements ou partis se réclamant du souverainisme actuellement
(par ordre alphabétique)
- Debout la France (DLF)
- L'Avenir français
- Les Patriotes (LP)[24]
- Mouvement républicain et citoyen (MRC)
- Oser la France (OLF)
- Pôle de renaissance communiste en France (PRCF)
- Picardie debout !

- République souveraine
- Résistons
- Solidarité et progrès (S&P)

- Union populaire républicaine (UPR)
- Via, la voie du peuple[24]

### Associations se réclamant du souverainisme
- Association des amis de Coralie Delaume
- Comité Laïcité République

## Souverainisme ailleurs dans le monde

### En Amérique

#### Au Canada
Au Canada, la principale manifestation de l'idéologie souverainiste se trouve dans la province de Québec. En effet, le mouvement souverainiste québécois vise à faire du Québec un État souverain, indépendant de la Confédération canadienne.
Ses motifs viennent du fait que le Québec est le seul territoire majoritairement francophone de l'Amérique du Nord et signale des particularités culturelles importantes. Étant donné sa force économique, ses perspectives différentes sur la politique (intérieure et extérieure) et ses très fréquents désaccords avec le reste du Canada et avec le fédéral, les souverainistes du Québec croient que le Québec devrait pouvoir être représenté sur la scène internationale.
Le souverainisme québécois peut retrouver ses origines à l'époque du Parti patriote des années 1830, lorsque des Canadiens (français) et des Irlandais ont voulu rejeter l'autoritarisme de l'Empire britannique et tentèrent déjà à cette époque de faire l'indépendance en créant un régime parlementaire fondé sur la souveraineté populaire.
Toutefois, l'idéologie souverainiste a surtout été développée dans les années 1960 avec le Rassemblement pour l'indépendance nationale, le Ralliement national, le Mouvement Souveraineté-Association et leur successeur, le Parti québécois, tous des partis voués à réaliser la souveraineté du Québec. Le Parti québécois prône depuis 1973-1974 la tenue d'un référendum où la majorité des Québécois s'exprimerait en faveur de la souveraineté. Deux référendums se sont tenus, en 1980 et 1995, sans que la majorité de la population ne s'exprime en faveur du projet. Par contre, lors du référendum de 1995, 49,4 % des Québécois, dont 60 % des francophones du Québec, ont voté pour la souveraineté.
Aujourd'hui, deux partis représentés à l'Assemblée nationale du Québec sont en faveur de la souveraineté du Québec : le Parti québécois et Québec solidaire. Depuis l'élection québécoise d'octobre 2018, les deux partis comptent dix députés chacun.
Au Québec, le mot « souverainisme » est apparu essentiellement en 1967 au PLQ (par le comité souveraineté-association de René Lévesque), pour remplacer les mots indépendantisme et séparatisme afin d'être plus rassurant dans la mesure où ce mot suggérait moins une rupture avec le reste du Canada, d'autant plus que l'«association» préconisée dans le manifeste du MSA (« Option Québec ») était une union confédérale calquée sur l'Europe des six et l'Union nordique (scandinave), qui se serait appelée Union canadienne et aurait été constituée de deux pays. Les référendums de 1980 et de 1995 ont tous deux porté sur un tel projet (en 1980 comme composante nécessaire, en 1995 comme composante optionnelle souhaitée par le Québec, mais dont le rejet par le Canada ne saurait plus être un obstacle à l'indépendance).

### En Europe
Il s'agit d'un mouvement récent lié à la construction de l'Union européenne. Les souverainistes militent parfois pour une Europe confédérale, « l'Europe des nations », où l'autonomie politique des nations est préservée et respectée. Ils s'opposent en cela aux partisans du fédéralisme européen.

#### Au Royaume-Uni
Les souverainistes ont mené le Royaume-Uni à la sortie de l'Union européenne, connue sous le nom de Brexit. À part le Parti pour l'indépendance du Royaume-Uni (UKIP), les partis conservateur et travailliste et leurs électorats étaient profondément divisés sur le sujet.
Le Brexit a été approuvé à 51,9 % lors du référendum du 23 juin 2016.
D'autres, à la veille du traité de Maastricht, ont pu formuler un entre deux, comme James Goldsmith dans son livre Le piège.

#### Au Parlement européen
Par le passé, il a existé des groupes politiques au Parlement européen qui se réclamaient du souverainisme, tels que Identité, tradition, souveraineté, Indépendance/Démocratie ou Union pour l'Europe des nations. Depuis d'autres groupes politiques comme Europe des nations et des libertés se réclament de cette tendance.

Certaines personnalités europhiles plaident pour la réinterprétation du souverainisme à l'échelon européen, telles Yannick Jadot (Europe Écologie Les Verts) ou Emmanuel Macron. Ce que contestent d'autres souverainistes comme le communiste Loïc Chaigneau, voyant ceci comme une "souveraineté partagée". Ce dernier affirme :
Toute souveraineté partielle ou partagée perd d'emblée et par définition son caractère proprement souverain. Il ne peut y avoir de souveraineté que pleine et entière [...]
D'autres mouvements encore réclament un déplacement de la souveraineté du niveau national au niveau supranational, comme Newropeans.